# Zuzana Lapčíková
Zuzana Lapčíková (* 16. března 1968 Zlín) je folklórní a folková zpěvačka, cimbalistka, fokloristka, scenáristka, skladatelka a hudební aranžérka.

## Životopis
Po absolutoriu gymnázia v Uherském Hradišti studovala hru na cimbál u Milady Vlasákové na brněnské konzervatoři. Díky svému sympatickému projevu i zjevu, kultivovanému vystupování, velmi znělému a čistému hlasu i nepřeslechnutelné přirozené muzikalitě se velmi záhy stala podle některých nejžádanější a nejpopulárnější českou folklórní cimbalistkou i zpěvačkou. Svůj zájem o folklór projevila dalším studiem etnologie a hudební vědy na Masarykově univerzitě v Brně. Od roku 1980 působí ve folklórním souboru Včelaran v němž působí nejen jakožto zpěvačka a muzikantka, ale též jako tanečnice a autorka. Dále občas vystupuje a nahrává s dalšími cimbálovými muzikami, z nichž nejvýznamnější je Brněnský soubor lidových nástrojů (BROLN). Věnuje se také sběratelské činnosti moravských lidových písní. Nahrává i se soubory z oblasti vážné hudby, jako je např. Státní filharmonie Brno, Pražská komorní filharmonie nebo soubor Virtuosi di Praga. Spolupracuje také s hudebním skladatelem a pedagogen Milošem Štědroněm a zpěvačkou Idou Kelarovou.
Hrává také komorní koncerty, kdy ji na kontrabas doprovází buď Josef Fečo nebo její syn Josef.

## Experimentální folk, stylizace folklóru
Významná je její činnost na poli experimentálního folku, kdy se pokouší o různé fúze moravského folklóru s jinými směry či žánry populární hudby. V roce 1993 založila s jazzovým klavíristou a skladatelem Emilem Viklickým a primášem folklórního souboru Hradišťan Jiřím Pavlicou volné muzikantské seskupeni Ad lib Moravia. S Emilem Viklickým a jeho jazzovým triem pak vystupuje pravidelně doma i v zahraničí. Dále s ním také natočila několik CD. Jedná se o velmi zajímavý hudební experiment, který slučuje zvuk klasického jazzového tria s folklórním zvukem cimbálu, jejich kultivovaný projev spočívá zejména ve velmi zajímavých hudebních harmoniích a nezvyklých hudebních plochách.

## Hudba pro divadlo a scenáristika
- 2002 pro Městské divadlo ve Zlíně složila hudbu k představení Valašské remadúzy
- 2005 připravila pro Městské divadlo v Brně multižánrové hudební představení Ej, hora …
- 2005 pro Mezinárodní hudební festival Moravský podzim připravila samostatný koncertní pořad moravské lidové hudby v cyklu Vox populi
- 2005 také zahájila spolupráci s Národním divadlem v Brně, kde se spolu s choreografkou Hanou Litterovou spolupodílela coby autorka hudby i námětu a spoluautorka scénáře na přípravě tanečního a hudebního představení Balady - Juliána
- 2014 – Alžběta a Salomena, Národní divadlo Brno, spoluautorka (s Hanou Litterovou) a autorka hudby

## Film
- Osmdesát dopisů, 2011 – matka

## Politická angažovanost
Zuzana Lapčíková se také politicky angažuje. Třikrát neúspěšně kandidovala do Zastupitelstva Zlínského kraje. Nejdříve v krajských volbách v roce 2004 jako nestraník za Stranu zelených , podruhé v krajských volbách v roce 2008 jako nestraník za Zlínské hnutí nezávislých na kandidátce subjektu Starostové a nezávislí pro Zlínský kraj  a potřetí v krajských volbách v roce 2012 jako nestraník za Zlínské hnutí nezávislých na kandidátce subjektu "Lékaři a odborníci za ozdravení kraje".
Dvakrát rovněž kandidovala ve Zlínském kraji do Poslanecké sněmovny PČR, ale opět neúspěšně. Poprvé ve volbách do Poslanecké sněmovny PČR v roce 2006 jako nestraník za SNK-ED  a podruhé v roce 2010 jako nestraník za TOP 09.
V doplňovacích volbách do Senátu PČR v roce 2014 v obvodu č. 80 - Zlín kandidovala jako nestraník za STAN a Zlínské hnutí nezávislých. Podporu jí vyjádřila i TOP 09. Skončila na sedmém místě se ziskem 7,02 % hlasů  a do druhého kola tak nepostoupila.

## Výběr z diskografie
- CD Ad lib Moravia - Lotos 1994
- CD BROLN: The Best of Moravian Folk Songs - Bonton 1992
- CD BROLN: Vánoční gloria - Supraphon 1993
- CD BROLN: Z růže kvítek vykvet nám - Musica 1993
- LP Cimbálová muzika Jaroslava Čecha: Muzicirování ve stodole 1986
- CD Hradišťan: Ozvěny duše - Lotos 1994
- CD Leoš janáček: Unknown II. - Supraphon 1996
- CD Jaornik - Pronto 1991
- CD Zuzana Lapčíková, Ida Kelarová: Zrcadlení - lotos 2000
- CD Moravské lidové písně - Lotos 2000
- CD George Mraz: Morava - Fantasy/Milestone 2001
- CD Na slovácké svatbě III. - Carmen 1992
- LP Odešel tiše za ticho se schovat - Jota 1989
- CD Pokoj Vám - Panton 1991
- CD Strom života - Nadace Partnerství 2002
- CD Uspávanky - Multisonic 2001
- CD Včelaran: Balad of Veruna - Bonton 1991
- CD Emil Viklický: Docela všední obyčejný den - Lotos 2000
- CD Zkopce/Ošklid: Ještě pořád je tady naděje II. - Panton 1992
- CD Písně adventu a Vánoc z Moravy / Marija Panna přečistá – Supraphon 2010
- CD Rozchody - návraty – Supraphon 2011
- CD Orbis Pictus – Ala Bohemica 2014